# Саммертаун (Теннессі)
Саммертаун (англ. Summertown) — переписна місцевість (CDP) в США, в округах Лоуренс, Льюїс і Морі штату Теннессі. Населення — 856 осіб (2020).

## Географія
Саммертаун розташований за координатами 35°26′4″ пн. ш. 87°18′30″ зх. д. / 35.43444° пн. ш. 87.30833° зх. д. (35.434421, -87.308460).  За даними Бюро перепису населення США в 2010 році переписна місцевість мала площу 5,21 км², уся площа — суходіл.

## Демографія
Згідно з переписом 2010 року, у переписній місцевості мешкало 866 осіб у 312 домогосподарствах у складі 250 родин. Густота населення становила 166 осіб/км².  Було 337 помешкань (65/км²).
Расовий склад населення:
| - 96,4 % — білих - 0,9 % — корінних американців - 0,6 % — чорних або афроамериканців - 0,1 % — азіатів |

До двох чи більше рас належало 1,5 %. Частка іспаномовних становила 1,3 % від усіх жителів.
За віковим діапазоном населення розподілялося таким чином: 28,9 % — особи молодші 18 років, 57,4 % — особи у віці 18—64 років, 13,7 % — особи у віці 65 років та старші. Медіана віку мешканця становила 37,6 року. На 100 осіб жіночої статі у переписній місцевості припадало 92,0 чоловіків;  на 100 жінок у віці від 18 років та старших — 90,1 чоловіків також старших 18 років.
Середній дохід на одне домашнє господарство  становив 47 990 доларів США (медіана — 38 720), а середній дохід на одну сім'ю — 55 226 доларів (медіана — 47 000). Медіана доходів становила 38 886 доларів для чоловіків та 33 125 доларів для жінок. За межею бідності перебувало 14,1 % осіб, у тому числі 28,3 % дітей у віці до 18 років та 10,5 % осіб у віці 65 років та старших.
Цивільне працевлаштоване населення становило 320 осіб. Основні галузі зайнятості: освіта, охорона здоров'я та соціальна допомога — 38,4 %, роздрібна торгівля — 15,0 %, інформація — 12,8 %.